# ثيف (لعبة فيديو)
ثيف (بالإنجليزية: Thief)‏ هي لعبة فيديو من نوع لعبة تسلل ولعبة أكشن-مغامرات طورت بواسطة إيدوس مونتريال ونشرت بواسطة سكوير إنكس وهي الجزء الرابع من سلسلة ألعاب ثيف، صدرت في فبراير 2014 وتعمل لأنظمة: إكس بوكس 360 ومايكروسوفت ويندوز وبلاي ستيشن 3 وبلاي ستيشن 4 وإكس بوكس ون. أعلن عن اللعبة في 2009 باسم (ثيف 4) لكن تم الكشف عنها في شهر مارس 2013.

## وصلات خارجية
- ثيف على موقع IMDb (الإنجليزية)
- ثيف على موقع كينوبويسك (الروسية)

- الموقع الرسمي